# 早乙女忠
早乙女 忠（さおとめ ただし、1930年 - ）は東京都出身の英文学者。中央大学名誉教授。専門はイギリス文学。
1958年に旧・東京都立大学大学院人文科学研究科（英文学専攻）博士課程を修了する。都立高校教諭を経て、中央大学文学部教授となる。イギリス文学を主に研究し、著作・翻訳等で多数の成果を発表した。

## 著書

### 単著
- 『想像力と文体』南雲堂、1965年
- 『花のある森』朝日イブニングニュース社、1977年
- 『森の中で』朝日イブニングニュース、1984年
- 『詩人と新しい哲学』松柏社、2001年
- 『象徴の騎士たち』松柏社、2001年

### 共著
- 『ロマン派文学とその後　加納秀夫教授退任記念論文集』篠田一士編、研究社出版、1980年

### 翻訳
- P.ヒューズ『呪術』 筑摩書房〈筑摩叢書〉、1968年、度々再版
- チャールズ・フランケル『近代人の擁護』 河上民雄共訳、東海大学出版会、1968年
- アルヴァレズ『自殺の研究』 新潮社〈新潮選書〉、1974年
- ロバート・M.パーシング『息子と私とオートバイ』 新潮社、1976年
- C.S.ルイス『喜びのおとずれ：C・S・ルイス自叙伝』 中村邦生共訳、冨山房百科文庫、1977年、新版1994年／ちくま文庫、2005年
- 『世界の子供たち』K.ハイマン編、新潮社、1979年
- ロバート・ブラウニング『ハーメルンのふえふき』 赤坂三好絵、（世界のメルヘン絵本）小学館、1980年
- デイヴィッド・デイシャス、ジョン・フラワー『イギリス文学散歩』 朝日イブニングニュース社、1980年
- パディ・キッチン『詩人たちのロンドン』 朝日イブニングニュース社、1983年
- リチャード・A.レイナム『雄弁の動機』 ありな書房、1994年
- J・R・R・トールキン『農夫ジャイルズの冒険』 吉田新一、猪熊葉子共訳、評論社、2002年

### 編注
- 『獅子とダチョウ』A.Koestlerほか著、矢島剛一編注、松柏社、1964年
- 『シェイクスピアの四大悲劇』I.Buckman著、松柏社、1964年
- 『シェイクスピアの四つの喜劇』I.Buckman著、松柏社、1966年
- 『シェイクスピアの三つの史劇』I.Buckman著、松柏社、1967年
- 『シェイクスピアの三つの後期喜劇』I.Buckman再編、松柏社、1968年
- 『ルネサンス詩選』赤川裕編注、研究社出版、1970年

### 訳注
- 『フランクリン自叙伝』B.フランクリン作、旺文社、1966年